# Lutas nos Jogos Pan-Americanos de 2011 - Greco-romana até 55 kg masculino
A categoria até 55 kg masculino foi um dos eventos da luta greco-romana nos Jogos Pan-Americanos de 2011. Foi disputada em 20 de outubro no Ginásio do CODE II com oito lutadores, cada um representando um país.

## Calendário
Horário local (UTC-6).
| Data          | Horário | Fase                |
| ------------- | ------- | ------------------- |
| 20 de outubro | 10:00   | Quartas-de-final    |
| 20 de outubro | 10:30   | Semifinal           |
| 20 de outubro | 18:00   | Disputa pelo bronze |
| 20 de outubro | 18:32   | Final               |

## Medalhistas
| Ouro   | CUB Gustavo Balart                              |
| Prata  | VEN Jorge Cardozo                               |
| Bronze | COL Juan Carlos López DOM Francisco Encarnación |

## Resultados

### Chave
| Quartas-de-final | Quartas-de-final          | Quartas-de-final | Quartas-de-final | Quartas-de-final |  |  | Semifinal | Semifinal                 | Semifinal | Semifinal | Semifinal |  |  | Final | Final              | Final | Final | Final |
|                  |                           |                  |                  |                  |  |  |           |                           |           |           |           |  |  |       |                    |       |       |       |
|                  | NCA Alberto Mendieta      | 0                | 0                |                  |  |  |           |                           |           |           |           |  |  |       |                    |       |       |       |
|                  | CUB Gustavo Balart        | 3                | 7                |                  |  |  |           | CUB Gustavo Balart        | 2         | 1         |           |  |  |       |                    |       |       |       |
|                  | COL Juan Carlos López     | 2                | 1                |                  |  |  |           | COL Juan Carlos López     | 0         | 0         |           |  |  |       |                    |       |       |       |
| 7                | BRA Rafael Páscoa         | 0                | 0                |                  |  |  |           |                           |           |           |           |  |  |       | CUB Gustavo Balart | 0     | 2     | 2     |
|                  | MEX Ildefonso Arangure    | 0                | 0                |                  |  |  |           |                           |           |           |           |  |  |       | VEN Jorge Cardozo  | 1     | 0     | 0     |
|                  | DOM Francisco Encarnación | 1                | 2                |                  |  |  |           | DOM Francisco Encarnación | 0         | 0         |           |  |  |       |                    |       |       |       |
|                  | VEN Jorge Cardozo         | 6                | 1                |                  |  |  |           | VEN Jorge Cardozo         | 2         | 2         |           |  |  |       |                    |       |       |       |
|                  | PER Christian Paravecino  | 0                | 0                |                  |  |  |           |                           |           |           |           |  |  |       |                    |       |       |       |

### Repescagem
|  | Primeira rodada      | Primeira rodada      | Primeira rodada |  |  | Disputa pelo bronze   | Disputa pelo bronze   | Disputa pelo bronze |
|  |                      |                      |                 |  |  |                       |                       |                     |
|  |                      |                      |                 |  |  |                       |                       |                     |
|  |                      |                      |                 |  |  | COL Juan Carlos López | COL Juan Carlos López | 1 6                 |
|  | NCA Alberto Mendieta | NCA Alberto Mendieta |                 |  |  | NCA Alberto Mendieta  | NCA Alberto Mendieta  | 1 0                 |
|  | Bye                  |                      |                 |  |  |                       |                       |                     |
|  |                      |                      |                 |  |  |                       |                       |                     |
|  |                      |                      |                 |  |  |                       |                       |                     |
|  |                      |                      |                 |  |  |                       |                       |                     |

|  | Primeira rodada           | Primeira rodada           | Primeira rodada |  |  | Disputa pelo bronze       | Disputa pelo bronze       | Disputa pelo bronze |
|  |                           |                           |                 |  |  |                           |                           |                     |
|  |                           |                           |                 |  |  |                           |                           |                     |
|  |                           |                           |                 |  |  | DOM Francisco Encarnación | DOM Francisco Encarnación | 1 7                 |
|  | PER Cristhian Paravencino | PER Cristhian Paravencino |                 |  |  | PER Cristhian Paravencino | PER Cristhian Paravencino | 0                   |
|  | Bye                       |                           |                 |  |  |                           |                           |                     |
|  |                           |                           |                 |  |  |                           |                           |                     |
|  |                           |                           |                 |  |  |                           |                           |                     |
|  |                           |                           |                 |  |  |                           |                           |                     |